# Mauro González
Mauro Ezequiel González (Lanús, 31 agosto 1996) è un calciatore argentino, centrocampista del San Martín (T).

## Caratteristiche tecniche
È un centrocampista centrale.

## Carriera
È cresciuto nelle giovanili del Boca Juniors.
Nella stagione 2015-2016 è stato ceduto in prestito nella prima divisione slovacca allo Slovan Bratislava, con cui oltre a realizzare un gol in 16 partite di campionato ha anche disputato 2 partite nei turni preliminari di Europa League.

## Statistiche

### Presenze e reti nei club
Statistiche aggiornate al 17 aprile 2018.
| Stagione        | Squadra           | Campionato      | Campionato | Campionato | Coppe nazionali | Coppe nazionali | Coppe nazionali | Coppe continentali | Coppe continentali | Coppe continentali | Altre coppe | Altre coppe | Altre coppe | Totale | Totale | Totale |
| Stagione        | Squadra           | Comp            | Pres       | Reti       | Comp            | Pres            | Reti            | Comp               | Pres               | Reti               | Comp        | Pres        | Reti        | Pres   | Reti0  |        |
| --------------- | ----------------- | --------------- | ---------- | ---------- | --------------- | --------------- | --------------- | ------------------ | ------------------ | ------------------ | ----------- | ----------- | ----------- | ------ | ------ | ------ |
| 2015-2016       | Slovan Bratislava | SL              | 16         | 1          | CS              | 2               | 0               | UEL                | 2                  | 0                  |             | -           | -           | 20     | 1      |        |
| 2016-2017       | Talleres (C)      | PD              | 0          | 0          | CA              | 0               | 0               |                    | -                  | -                  |             | -           | -           | 0      | 0      |        |
| 2017-2018       | Chacarita Juniors | PD              | 9          | 0          | CA              | 0               | 0               |                    | -                  | -                  |             | -           | -           | 9      | 0      |        |
| Totale carriera | Totale carriera   | Totale carriera | 25         | 1          |                 | 2               | 0               |                    | 2                  | 0                  |             | -           | -           | 29     | 1      |        |